# المدمرة الصينية أورومكي
أورومكي (118) هي مدمرة صينية من النوع 052 دال تابعة لبحرية جيش التحرير الشعبي. تم تكليفها في 5 يناير 2018.

## البناء والوظيفة
تم إطلاق أورومكي في 7 يوليو 2015 في حوض جيانغنان لبناء السفن في شنغهاي. تم تفويضها في 12 مارس 2018.